# ستيف سولي
ستيف سولي (بالإنجليزية: Steve Soley)‏ هو لاعب كرة قدم بريطاني في مركز الوسط، ولد في 22 أبريل 1971 في ويدنس ‏ في المملكة المتحدة. لعب مع ماكليسفيلد تاون ونادي بورتسموث ونادي ساوثبورت ونادي كارلايل يونايتد.

## وصلات خارجية
- ستيف سولي على موقع قاعدة بيانات كرة القدم.إي يو (الإنجليزية)
- ستيف سولي على موقع Soccerbase.com (لاعب) (الإنجليزية)